# Borgholms IP
Borgholms IP är en idrottsplats i Borgholm i Sverige. Den har framför allt blivit känd för Victoriadagarna.